# Labinot Fushë
Labinot Fushë è una frazione del comune di Elbasan in Albania (prefettura di Elbasan).
Fino alla riforma amministrativa del 2015 era comune autonomo, dopo la riforma è stato accorpato, insieme agli ex-comuni di Bradashesh, Funarë, Gjergjan, Gjinar, Gracen, Labinot Mal, Papër, Shirgjan, Shushicë, Tregan e Zavalinë a costituire la municipalità di Elbasan.

## Località
Il comune era formato dall'insieme delle seguenti località:
- Labinot -Fushe
- Godolesh
- Griqan i Siperm
- Griqan i Poshtem
- Xibrake
- Menge